# Драгоміровка
Драгомі́ровка (каз. Драгомиров) — село у складі Тайиншинського району Північноказахстанської області Казахстану. Адміністративний центр Літовочного сільського округу.
Населення — 522 особи (2021; 524 у 2009, 519 у 1999, 638 у 1989).
Національний склад станом на 1989 рік:
- німці — 35 %
- росіяни — 24 %
- українці — 22 %.